# Hanns Bingang
Johannes Friedrich Wilhelm (Hanns) Bingang, född 19 september 1894 i Tyskland, död 25 mars 1950 i Stockholm, var en tysk-svensk kompositör och musiker (cellist).
Bingang var verksam i Sverige som kapellmästare från 1921. Han arbetade även som inspelningsledare vid His Master's Voice (Husbondens röst).

## Filmmusik
- 1949 - Boman får snurren
- 1938 – På kryss med Albertina

## Diskografi
- Ett glatt 30-tal / Hanns Bingangs orkester. LP. Koster KLPS 153. 1986.